# 순창장류박물관
순창장류박물관은 전북특별자치도 순창군에 있는 박물관이다.

## 연혁
- 2007년 11월 1일 개관

## 시설 현황
- 주요시설: 전시실, 수장고, 관리실, 학예실, 회의실, 자료실 등
- 부대시설: 조경시설(연못, 산책로), 주차장(장애인용 포함), 대장간

## 관람 안내
- 관람료: 무료
- 관람시간: 3~10월(하절기) 09:00 ~ 17:00 / 11~2월(동절기) 09:00 ~ 18:00
- 문화가 있는 날(매월 마지막 수요일): 09:00~19:00(하절기), 09:00~20:00(동절기)
- 휴관일: 매주 월요일, 1월 1일, 기타 군수가 필요하다고 인정하는 날